# Бошняцька Республіка
Під час Боснійської війни, коли складалися плани поділу Боснії та Герцеговини, була запропонована Боснійська Республіка. Вона могла бути створеною як одна з трьох етнічних держав у вільній конфедерації або як незалежна «мусульманська держава» в районі, контрольованому боснійською армією, як пропонували ісламісти. Таким чином, території, в яких проживають боснійці, або зона, підконтрольна армії Боснії (Республіка Боснія і Герцеговина), стануть боснійською державою, як Республіка Сербська для боснійських сербів, а Герцег-Босна — для боснійських хорватів. Унаслідок невдалої сербсько-хорватської Грацької угоди 1992 року на карті, яка відображалася під час обговорень, з’явиться невелика буферна боснійська держава під назвою «Пашалук Алії».  План Оуена-Столтенберга (липень 1993 р.) Дав би бошнякам 30% території, включаючи ок. 65% босненського населення (за даними перепису 1991 року).  У лютому 1994 року Партія демократичних дій (ПДР) запропонувала боснійську державу, в якій серби та хорвати будуть національними меншинами.  Дейтонська угода (листопад – грудень 1995 р.) Закінчила війну і створила федеративну республіку Боснія і Герцеговина (БіГ), що складається з двох утворень - Федерації Боснії та Герцеговини (ФБІГ), що населяється бошняками та хорватами, та заселена сербами Республіка Сербська (РС). Як зазначив експерт з міжнародних відносин Нільс ван Вілліген: "Хоча боснійські хорвати і боснійські серби могли ідентифікувати себе відповідно з Хорватією або Сербією, відсутність босненської держави зробило боснійців твердими зобов'язаннями щодо Боснії як єдиного політичного утворення". 
 

Пропагандистські тексти з’явились у 1996 році, після війни, із закликом до створення босненської держави.  Світські боснійці попереджали, що поділ держави призведе їх народ до ісламського фундаменталізму.  Були пропозиції щодо відокремлення РС, а також щодо його скасування. 

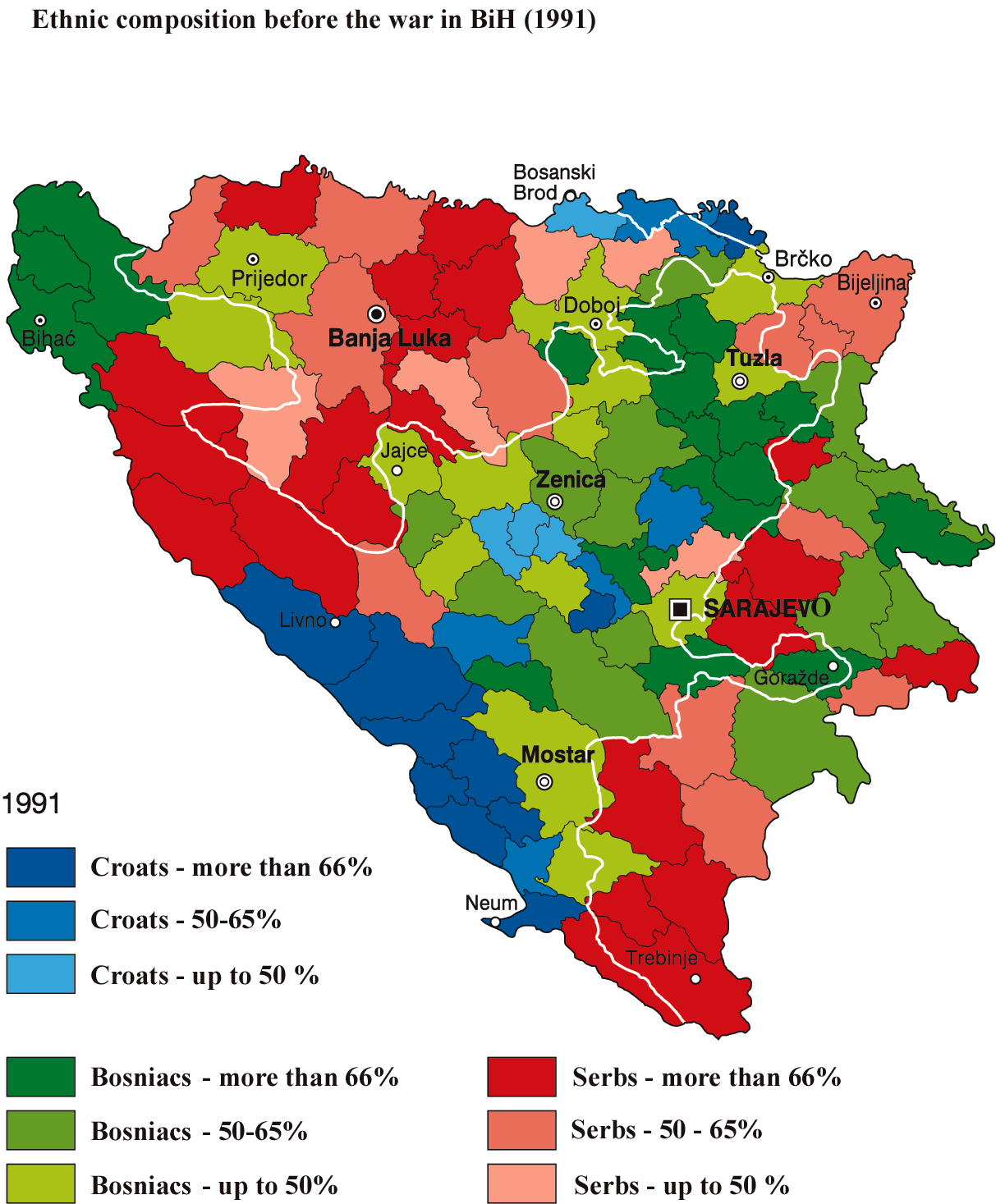
Етнічний склад у 1991 році
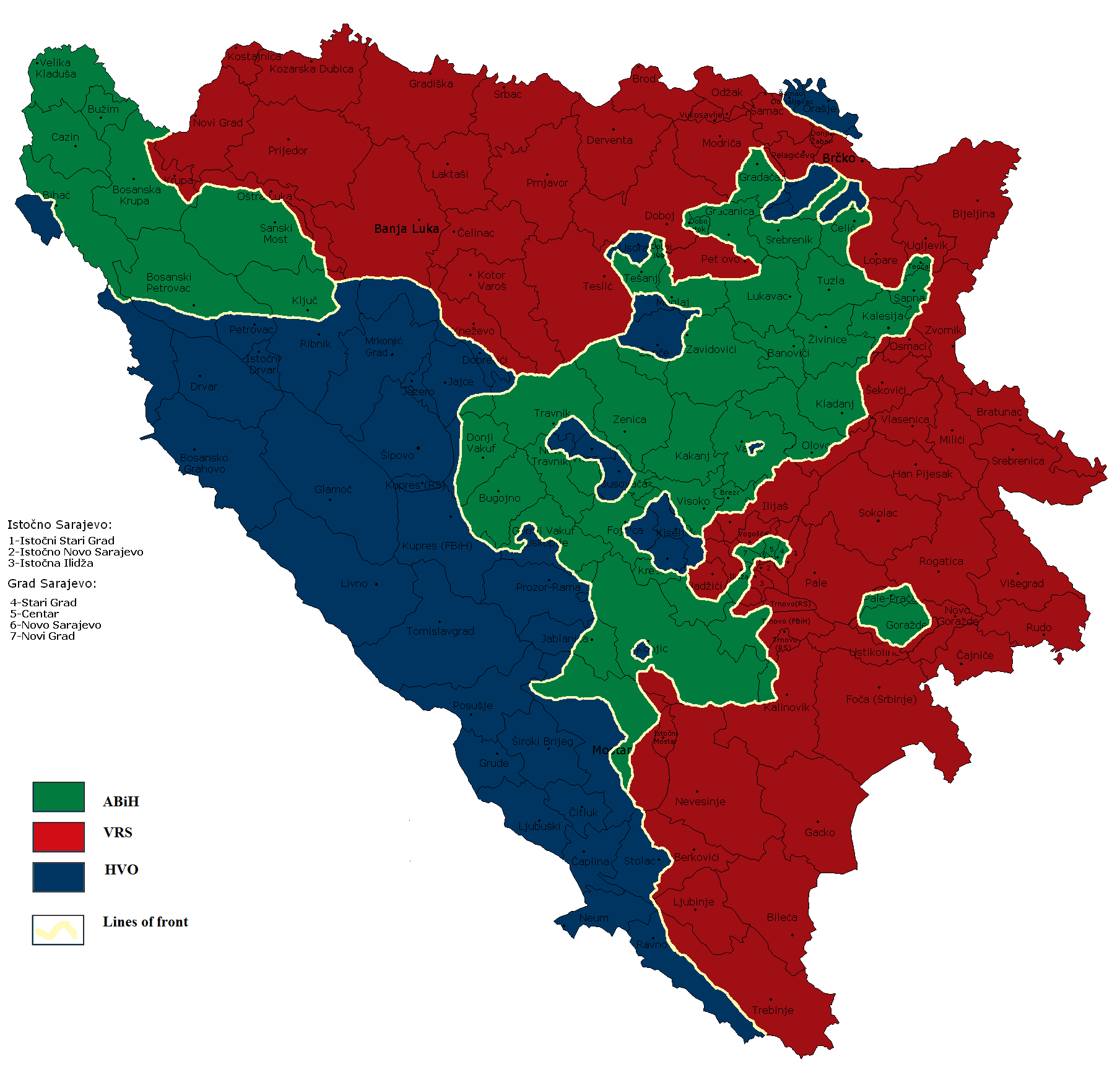
Військовий контроль перед Дейтоном (1995)
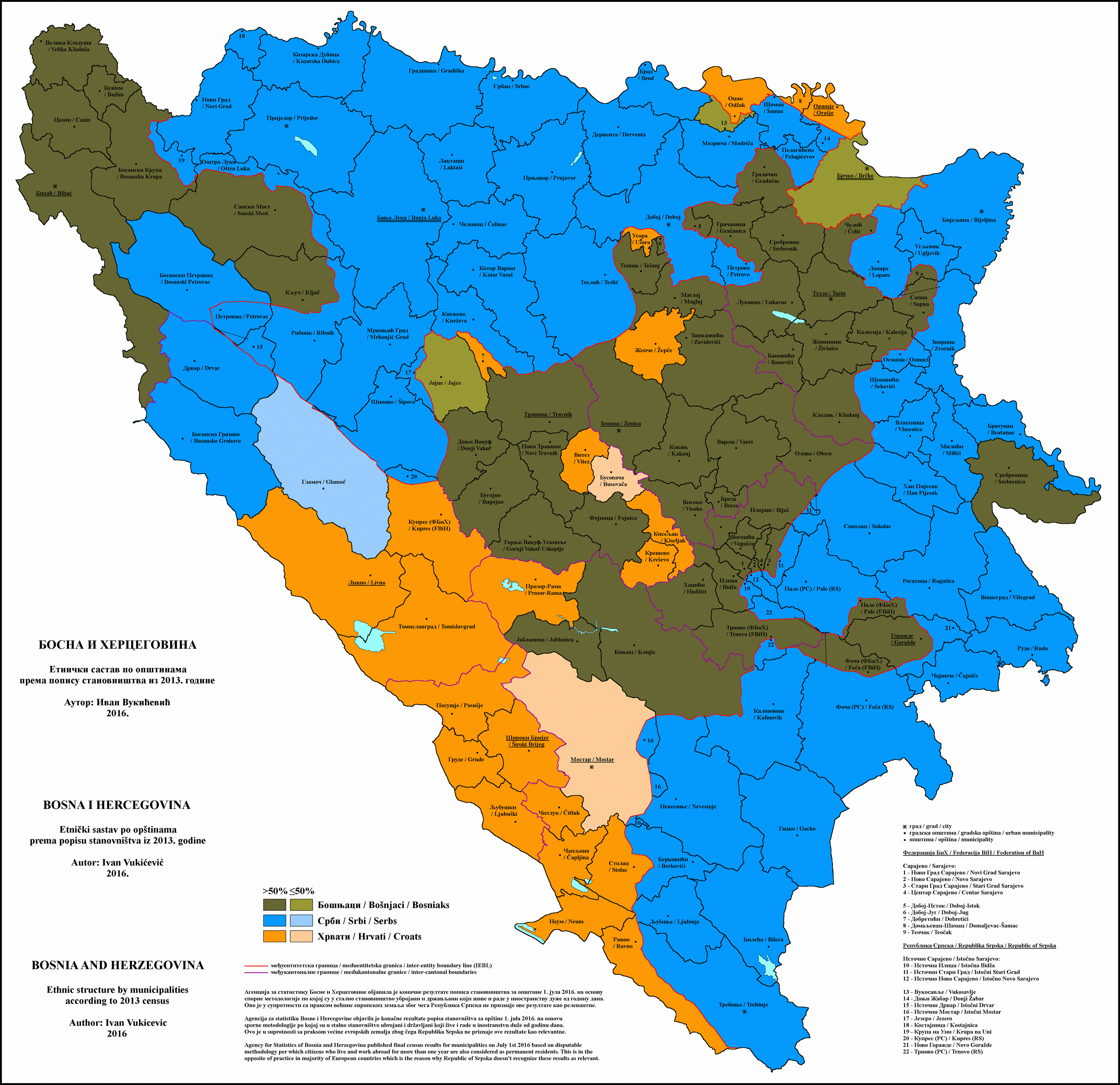
Етнічний склад у 2013 році